# 克里斯·卡曼
克里斯托弗·赞恩·卡曼（英語：Christopher Zane Kaman，1982年4月28日—），生于密西根州大急流城，美国出生的德国篮球运动员。他通过血统原则获得了德国国籍，并代表德国国家队出战了2008年北京奥运会。
卡曼身高213公分，120公斤，大学期间效力于中密歇根大学。在之后的NBA选秀中被洛杉矶快船队在第一轮第六顺位选中，卡曼在前两个完整的赛季中打了145场比赛，平均每场得到7.4分，6.1个篮板和1.1次助攻，在2006赛季随同快船出战NBA季后赛的比赛中卡曼拿到了场均11.9分和9.6个篮板，他的臂展达到211公分。

## 早年
卡曼从小就患有注意力不足过动症，当他还是个孩子的时候曾经爬上邻居家的房顶破坏上面的木瓦，在学校的时候行为也多好动。他的病症影响了他参加高中篮球比赛，卡曼之后为了治疗疾病服用了一种名为利他能（Ritalin）的药物，但是这种药物扼杀了卡曼的食欲，使得很长一段时间看上去很瘦弱。
卡曼中学就读于怀俄明密歇根的三一基督教学校，他领导高中的篮球队在2000年取得了州D级(state Class D)的8强，但是也许是因为他所就读的高中太小的原因(学校和他同年级的学生总共只有47位)，卡曼只收到一所三级大学Hope学院和中密歇根大学两所大学的通知书。他在中密歇根大学打了3个赛季领导球队出现在2003年的全美NCAA联赛中，并且在加盟快船队之前获得了美联社主办的全美最佳奖（All-America honors）提名。
卡曼两手皆能控球，他留着一头狂野的金发但他有着很虔诚的基督教信仰。

## NBA生涯
在2006年4月的NBA季后赛和丹佛掘金的比赛在抓篮板时被雷吉·埃文斯推到私部，之后上演了球场全武斗而卡曼当场被判罚恶意犯规。赛后埃文斯为自己的行为付出了10,000美元的罚款，但卡曼在报告中说他对联盟没有对埃文斯停赛而感到失望。
快船给了卡曼续签了一份多年的合同，合同2007/08赛季开始生效。
2011年12月，快船队与新奥尔良黄蜂队达成了一笔球員交易，快船將克里斯·卡曼送至新奥尔良黄蜂队。在效力黄蜂期间，卡曼场均能够得到13.1分和7.8个篮板。

## 名人琐事
- 卡曼的鞋码为美国尺寸16号(相当于欧陆尺寸的55码)